# Prisión de Can Sales
La prisión de Can Sales, también conocida como Las Hermanitas de los Pobres, fue una cárcel de mujeres española durante la guerra civil y el franquismo ubicada en Palma de Mallorca.

## Historia
Al comenzar la guerra civil no existía en Mallorca ninguna prisión exclusiva de mujeres. Esto hizo que se creara una sección específica de la Prisión Provincial de Palma. La llegada masiva de presas hizo necesaria la habilitación de otro edificio, un hospicio regentado por la orden religiosa de las Hermanitas de los Pobres desde 1876. Esta cárcel dependía administrativamente de la prisión provincial de Palma, aunque tenía un director propio procedente de Falange Española de las JONS y dos vigilantes femeninas. El edificio, desaparecido, estaba situado en la calle de Can Sales número 14.
El estado del edificio era ruinoso, de tal modo que en 1937 hubo de ser desalojado unas horas ante el peligro de derrumbe. A lo largo de la guerra hubo que ir acondicionando nuevas salas ya que el número de presas fue creciendo. Entre ellas estaban las tripulantes de las barcos soviéticos capturados en el Mediterráneo.

### Sacas
Las sacas formaron parte de un exterminio organizado y controlado. Durante la noche se pasaba lista en las prisiones de Can Sales y de las prisiones masculinas, Can Mir y el Castillo de Bellver. Los presos citados quedaban "en libertad". Eran esperados por un camión ocupado de falangistas que los trasladaban a montes vecinos donde eran asesinados. Una de las sacas más famosas tuvo lugar el 5 de enero de 1937. En ella fueron asesinadas Aurora Picornell, Antònia Pascual Flaquer, Maria Pascual Flaquer, su madre Catalina Flaquer Pascual y Belarmina González Rodríguez, conocidas como las Roges des Molinar.

### Tras la guerra
Durante la guerra el número de reclusas fueron unas cien; sin embargo, a finales de 1940, Can Sales pasó a convertirse en Prisión Central o de cumplimento de pena. Esto provocó que más de quinientas mujeres ingresaran en la cárcel durante el verano de 1940 procedentes de Menorca, Gerona, la cárcel de Ventas y la Prisión Central de Saturrarán. En ese momento las Hermanas de la Caridad se hicieron cargo de la organización de la prisión.  En 1942 el número de reclusas era de 940.
En los primeros tiempos la procedencia de las presas eran de las islas sobre todo, así la espiritista y socialista Maria Vaquer, que permaneció en la cárcel hasta el 1 de abril de 1943 y la sindicalista Margalida Roig Colomar, entre otras. En el verano de 1940 llegó a Can Sales la dirigente comunista Matilde Landa, procedente de la cárcel de Ventas. Convertida su conversión a la fe católica en objetivo principal de las autoridades religiosas, se suicidó antes de acceder a su bautismo el 26 de septiembre de 1942. Fue bautizada in articulo mortis y enterrada en el cementerio de Palma. Otras presas fueron la que fue secretaria de Landa, Maria Pellico Remis,la comisaria política del Quinto Regimiento, Julia Manzanal Pérez, las maestras Josefa García Segrety Luisa Riera Muñiz.
La disciplina era dura así como las condiciones de la cárcel. El hacinamiento y el hambre provocó el deterioro de la salud de muchas de las presas. En 1943 algunas presas que padecían demencia senil fueron trasladadas a la Clínica Psiquiátrica Penitenciaria de Madrid.
El cierre definitivo de la cárcel fue el 30 de septiembre de 1943.  El grueso de las reclusas de Palma fueron trasladadas a las cárceles de Amorebieta y Saturrarán.

## Reconocimiento
En 2014 la artista Natxa Pomar realizó una intervención artística en la biblioteca de Can Sales, situada justo delante de la antigua prisión.En el lateral de la biblioteca hay una placa que recuerda la prisión.